# إله الحرب: الارتقاء
إله الحرب: الارتقاء (بالإنجليزية: God of War: Ascension)‏ هي لعبة فيديو من نوع أكشن-مغامرات من منظور الشخص الثالث وهي من تطوير شركة إس سي إي سانتا مونيكا ستوديو ونشر شركة سوني كمبيوتر إنترتينمنت. صدرت في 12 مارس 2013 لجهاز بلاي ستيشن 3. اللعبة هي السابعة في سلسلة غود أوف وور وتقع أحداثها قبل أحداث الجزء الأول. وهي الأولى في السلسلة التي يكون فيها ميزة نمط اللاعبين.
تلقت اللعبة بشكل عام أستقبال إيجابي من النقاد الذي مدحوا طريقة اللعبة الدموية. بعض النقاد قالوا أن قصة اللعبة ليست جذابة بقدر الأجزاء السابقة، موقع IGN قال بمقارنة مع زوس أو آريس، «الثلاثي الغاضب ليسوا كفاية». نمط تعدد اللاعبين تلقى رد فعل متباين. على الرغم من أن النقاد قالوا أن طريقة اللعب أنتقلت بشكل جيد إلى نمط تعدد اللاعبين، لكن أنهم أنتقدوا عدم التوزان وعمق القتال. مجلة Edge أستحسنت نمط تعدد اللاعبين، وقالت عنه أنه «خطوة تطورية» مع «بعض الأفكار الجميلة.... التي ستشكل جزء من مستقبل هذا النوع من الألعاب».

## القصة
تقع أحداث اللعبة في اليونان القديم حيث يتحكم اللاعب بشخصية كريتوس والذي يحاول كسر الرابطة بينه وبين آله الحرب آريس (خدع كريتوس ليقتل زوجته وطفله) عن طريق هزيمة الثلاثي الغاضب (three Furies).

## اسلوب اللعبة
لعبة جود أوف وور من الألعاب التي حازت على إعجاب الجميع وأصبح لها عشاق كثيرون في الوطن العربي العالمي، وبعد نهاية أخر جزء افتقد الجميع اللعبة حتى أعلنت سونى أخيرا عن جزء جديد للعبة وهو يدور حول ماضي كراتوس الذي باع روحه من أجل الانتقام لمقتل زوجته وابنه الصغير، كما قامت الشركة بعمل اختلافات كثيرة في أسلوب اللعبة ومغاير لما اعتدنا عليه ومنها إضافة نمط متعدد اللاعبين، كما احتفظت اللعبة بنفس نوعيتها المغامرة والأكشن والقطع والتي تعتمد على منظور الشخص الثالث برؤية الكاميرا عن بعد لتظهر الشخصية بشكل كامل مثل منظور ألعاب RPG التي تظهر الشخصية بشكل صغير حتى تتناسب مع أسلوب اللعبة.
اللعبة تعتمد بنفس أسلوبها في القفز والتسلق والقتال السريع بالسيف والسلسلة كما يمكن استخدام أسلحة الأعداء مثل الرمح كما ظهر في عروض اللعبة، كما سيعتمد القتال على مراوغة الأعداء والتصدى لضرباتهم أو قتلهم نهائيا بالضغط على الأزرار التفاعلية التي تظهر على الشاشة، فالقتال سيكون قوى في اللعبة ويعتمد على الضربات المتتالية وأنها مجموعات قتالية حتى تتخلص من الأعداء بقوة، كما يستطيع كراتوس أن يسحب الأعداء بالسلسلة ويقوم بضربهم وهي نقطة مفيدة جدا في القتال وخاصة مع الزعماء، كما يمكنه أيضا أن يقوم بعملية اهتزاز قوية وتجميع قوته وضرب الأرض حتى يسقط الأعداء وهذه الطاقات والقدرات يستطيع شحنها من قتل الأعداء.
أيضا اللعبة إضافة أمكانية تجميد الأعداء كقدرة خاصة بكراتوس حتى تمكنه من حل الألغاز التي ستكون أصعب من السابق، كما سيكون هناك ميزة جديدة لدى كراتوس وهي إمكانية بناء الأشياء المحطمة مثل الجسور أو الأبراج وذلك من خلال الضوء الأخضر الذي يظهر له ويساعده في تكون الأشياء المحطمة وهذا ما شهدناه في عروض اللعبة، فهذه المرة سيكون هناك إضافات وتحسينات في لعبة جود اوف وير والتي أثارت أنصار اللعبة مما أبدى خوفهم من فشلها بسبب التغيرات التي حدثت، ولكن بالرغم من هذا فالجميع ينتظرها لأنها واحدة من الألعاب المنتظرة والتي للأسف ستكون قصتها أصغر من الأجزاء السابقة لذلك كان هناك نمط مكمل للعبة.
نمط متعدد اللاعبين قد يراه أنصار اللعبة شيء فاشل لأنهم لم يشهدوه من قبل في السلسلة ولكن اللعبة وضعت هذا النمط بشكل مختلف عن أي لعبة أخرى بحيث يحمل هدف ومتعة في جود اوف وير، النمط سيعرض ثمانية لاعبين مع وجود قصة صغيرة حتى يكون هناك هدف، وسيكون على كل لاعب في البداية أن يبيع روحه لأحد الأربعة وهم Ares-Hades-Zeus- Poseidon وكل واحد من الأربعة له مسرحية وقدرات خاصة يعطيها للشخصية، ولكن سيكون على كل لاعب فتح هذه القدرات ومنها قدرات سحرية ودروع وأسلحة وأثار وكنوز وذلك من خلال نقاط XP التي يكتسبها من القتال.